# D 959 (Türkei)
Die Straße D 959 (Devlet yolu 959) ist eine 62 km lange Straße in der Türkei.

## Verlauf
Die Straße nimmt im zu Bulanık (Provinz) gehörenden Dorf Yoncalı an der D 280 ihren Ausgang und führt nach Südwesten über Erentepe und Karakale. Sie passiert dann Korkut und endet an der West-Ost-Achse der D 300, auf die sie 11 km östlich von Hasköy trifft.